# Hanroth
Hanroth là một đô thị ở huyện Neuwied, bang Rheinland-Pfalz, nước Đức. Đô thị Hanroth có diện tích 2,43 km².